# Inno al Re

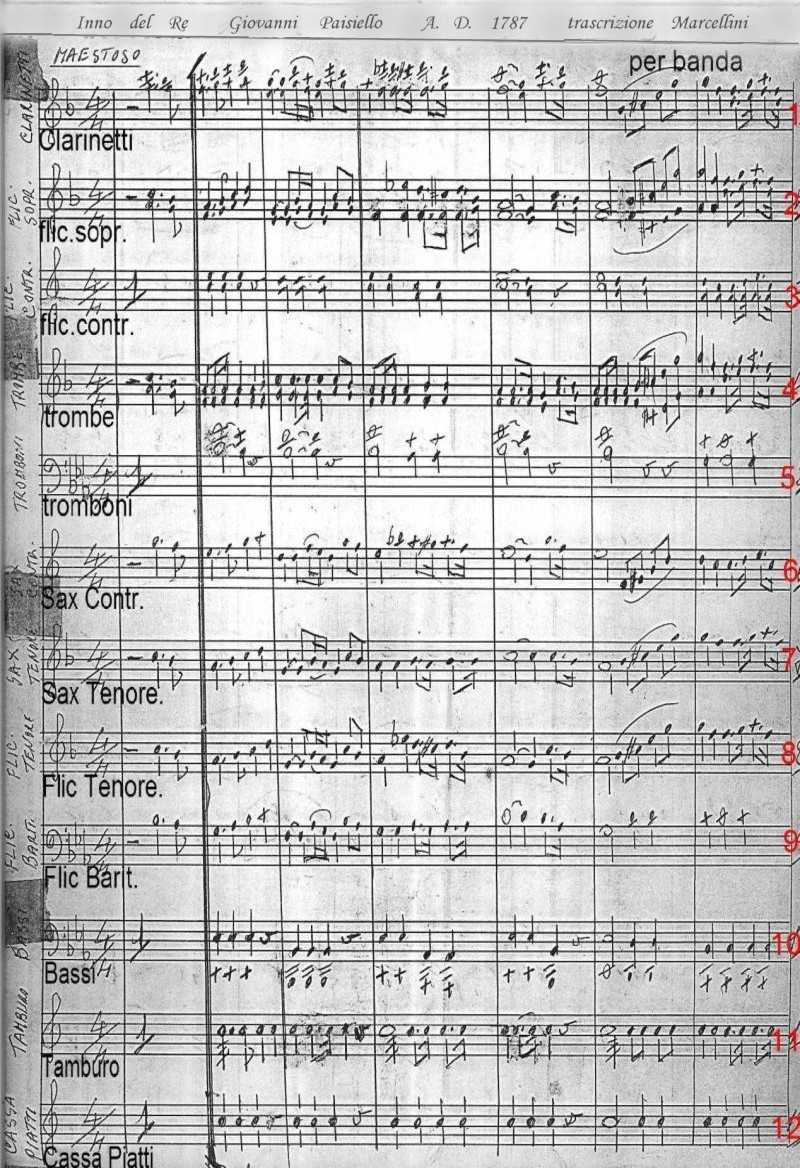
Partition de l'Inno al Re

L’Inno al Re (Hymne au Roi en français), composé par Giovanni Paisiello en 1787, était l'hymne national du royaume des Deux-Siciles de 1816 à 1861.

## Histoire
L’Inno al Re (Hymne au Roi en français) a été composé par le napolitain Giovanni Paisiello (1740-1816) sur demande du roi Ferdinand Ier des Deux-Siciles en 1787.
La version la plus ancienne retrouvée de cet hymne date des années 1835-1840 et était destinée à la princesse Eleonora Galletti di Palazzolo, épouse de l'ambassadeur napolitain à Turin.
En 1816, il est adopté comme hymne officiel et national des Deux-Siciles.

## Texte
Le nom reporté par le texte dans la première strophe était changé à chaque fois qu'était couronné un nouveau souverain (Fernando ou Francesco). La seconde strophe permet de comprendre que l'hymne a été écrit avant l'union des couronnes et la fondation du royaume des Deux-Siciles, puisqu'il est fait mention du duplice trono (Dieu garde le roi sur le double trône de ses Pères), faisant ainsi référence aux royaumes de Naples et de Sicile.
Paroles en italien
Iddio conservi il Re

per lunga e lunga età

come nel cor ci sta

viva Fernando il Re!

Iddio lo serbi al duplice

trono dei Padri suoi

Iddio lo serbi a noi!

viva Fernando il Re!

## Orchestration
Inno al Re a été composé pour 7 instruments : la flûte, le hautbois, la clarinette en do, le cor d'harmonie en fa, la trompette en do, le basson et le serpent.